# تپه بیوک گول دو شمالی
تپه بیوک گول دو شمالی مربوط به دوره ایلخانی است و در شهرستان تکاب، بخش تخت سلیمان، دهستان چمن، روستای همپا واقع شده است. این اثر در تاریخ ۳۰ دی ۱۳۸۵ با شمارهٔ ثبت ۱۶۷۸۲ به عنوان یکی از آثار ملی ایران به ثبت رسیده است.